# G33/40

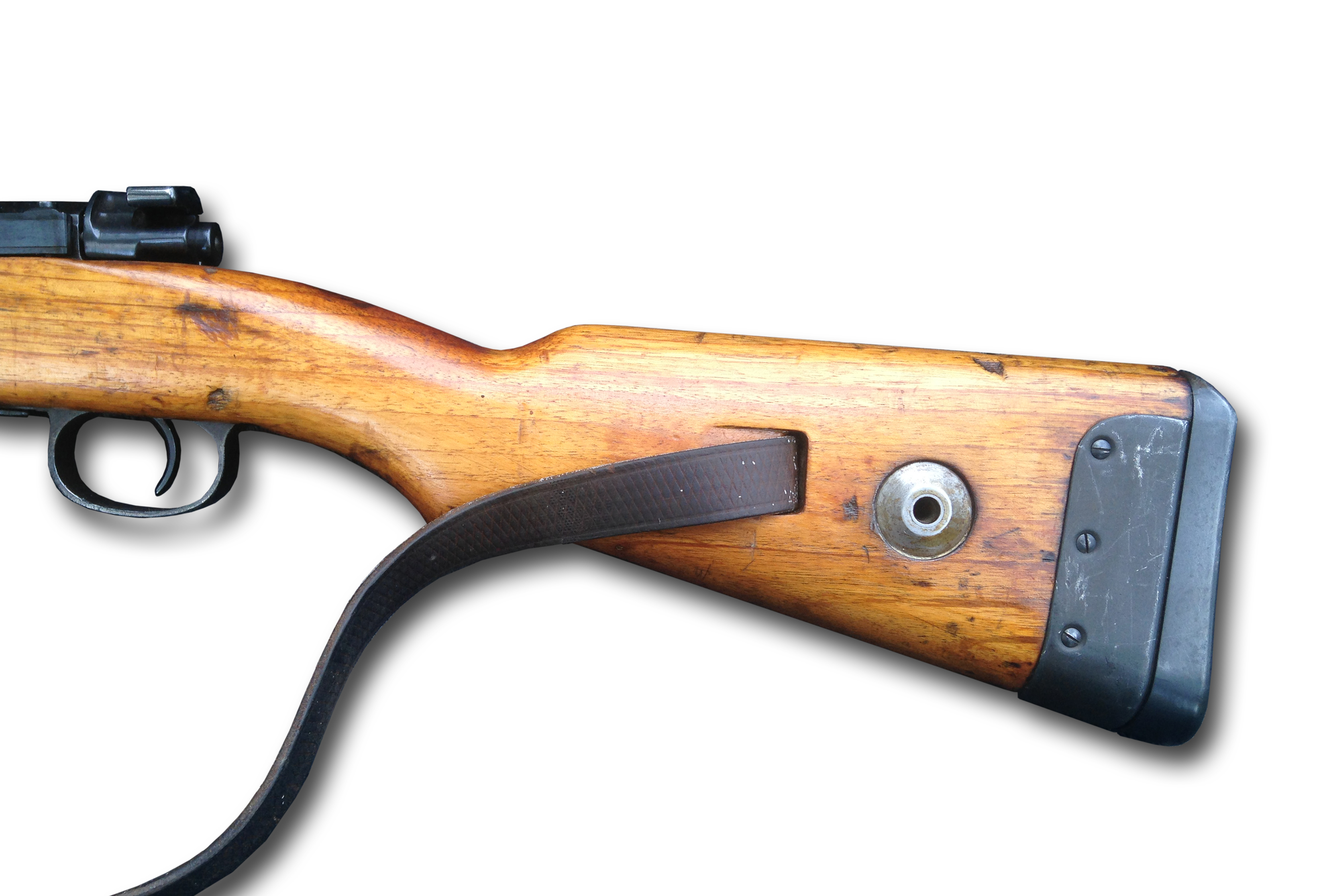
G33/40 Schulterstütze, linke Seite

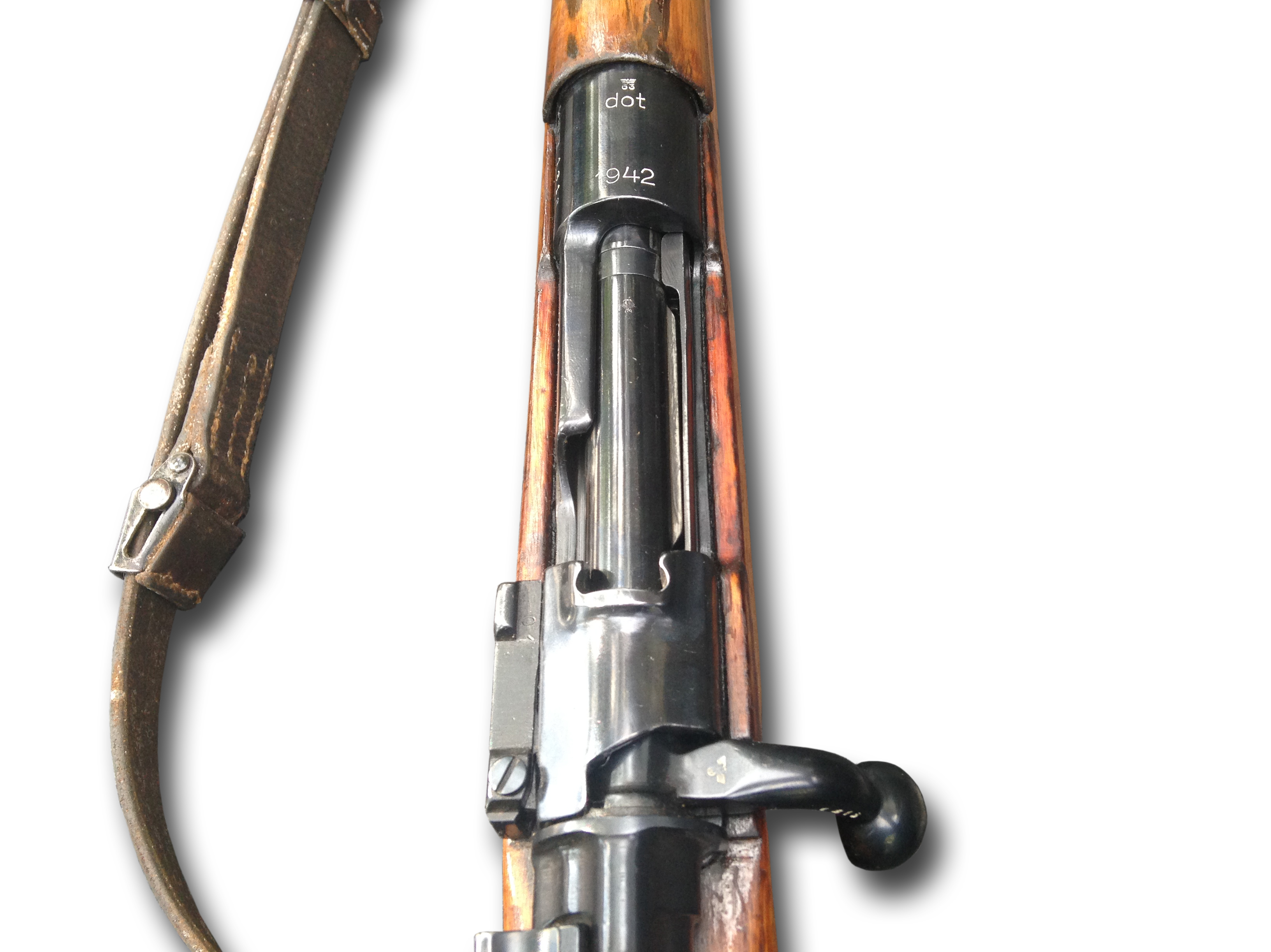
G33/40 Verschluss

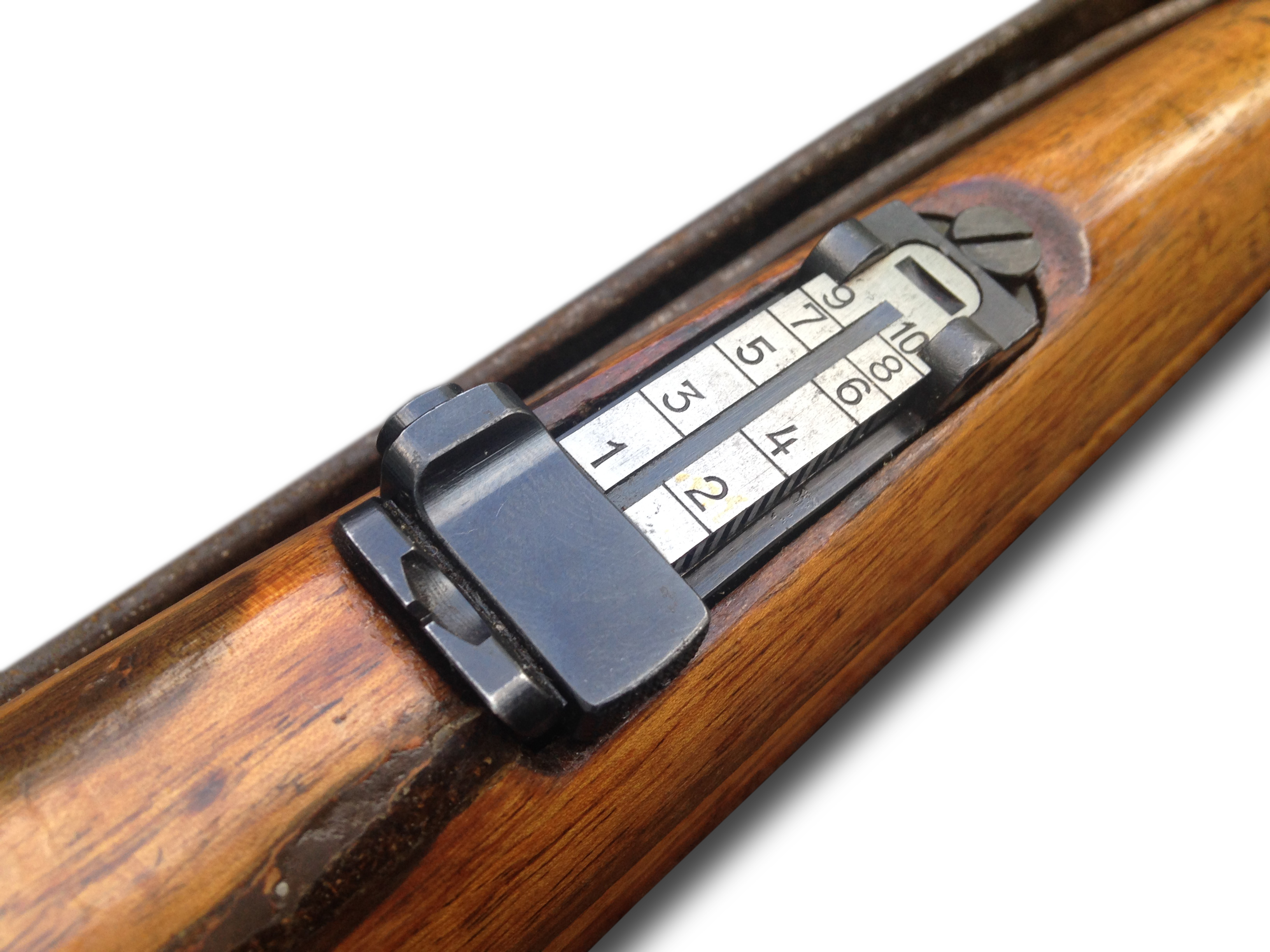
G33/40 Schiebevisier zur Entfernungsverstellung

Bei dem G33/40 (für Gewehr 33/40) handelt es sich um eine Handwaffe der deutschen Wehrmacht, die im Verlauf des Zweiten Weltkrieges vorwiegend an Gebirgsjäger (und, in geringerem Umfang, Fallschirmjäger) ausgegeben wurde. Der G33/40 basiert als Repetiergewehr auf dem Mauser System 98 (benannt nach seiner ordonnanzmäßigen Einführung in Preußen im Jahre 1898).

## Entwicklungs- und Einsatzgeschichte
Nach dem Ersten Weltkrieg war das Deutsche Reich durch die Bestimmungen des Versailler Friedensvertrages nicht allein in seiner Heeresstärke und Rüstungsindustrie starken Beschränkungen unterworfen, sondern hatte im Rahmen von Reparationsleistungen auch komplette Fertigungsanlagen zur Waffenherstellung an ehemalige Kriegsgegner abzutreten oder verkauft. Hieraus resultierte, seit den 1920er Jahren, eine umfangreiche Fertigung und Weiterentwicklung von Modell 98er Militär- und Zivilwaffen, u. a. bei der Fabrique Nationale d’Armes de Guerre (FN; in Herstal/Belgien) und den Brünner Waffenwerken (Brno/Tschechoslowakei).
Nach Annexion des Sudetenlandes und Zerschlagung der Tschechoslowakei infolge des Münchner Abkommens 1938 gelangten die Brünner Waffenwerke in den deutschen Machtbereich und wurden mit Ausbruch des Zweiten Weltkrieges in die deutsche Rüstung einbezogen. Fortan fertigten die Brünner Waffenwerke für die Wehrmacht originär deutsche Militärwaffen (wie den Karabiner 98k). Daneben wurden auch Eigenentwicklungen aus der Zwischenkriegszeit zum Einsatz in den deutschen Streitkräften herangezogen. Hierzu zählte auch ein Gewehr  „vz. 1933“ für Gendarmerie und Zoll, das kurzzeitig als Gewehr 33(t)k bezeichnet wurde und das als Gewehr 33/40 am 16. November 1940 zu einer der Standardwaffen des deutschen Heeres wurde. Bei dem Gewehr 33/40 handelte es sich tatsächlich nicht um ein Infanteriegewehr, sondern um eine besonders kurze und führige Karabinerversion auf Basis des Mauser Systems 98 mit einer Lauflänge von 490 mm.
Es wurde unter dem Fertigungscode „945“ speziell für den Einsatz bei der deutschen Gebirgstruppe modifiziert („Gebirgsjägerkarabiner“) und zeichnet sich u. a. durch folgende Besonderheiten aus:
1. deutlich geringere Gesamtlänge als der Karabiner 98k (~120 mm kürzer)
2. Stahlschaftkappe und Schutzblech an der (linken) Innenseite des Schafts, als Schutz vor Beschädigung durch die Schuhnägel der Bergschuhe beim Einsatz der Waffe als Bergstock
3. Maßnahmen zur Gewichtsreduzierung (dünnere Systemhülse, Ausfräsungen – äußerlich nicht sichtbar, hohl gebohrter Kammerstängel, modifizierter Magazinkasten und Abzugsbügel)
4. durchgehender Holzhandschutz zur Vermeidung von Verbrennungen bei heiß geschossener Waffe
5. kleineres Schiebevisier mit verringerter Entfernungseinteilung
6. modifizierter Oberring
7. serienmäßiger Kornschutz
8. seitliche Riemenbefestigung mit Schaftdurchbruch und Lochplatte als Hilfsmittel zur Zerlegung des Schlosses (nach Muster des Karabiner 98k)

Das Laufinnenprofil des G33/40 weicht gleichfalls vom Karabiner 98k ab.
Den Vorteilen des G33/40 stand der Nachteil gegenüber, dass die Waffe unverändert die deutsche Standard-Patrone 7,92 × 57 mm verschoss, die bereits bei Verwendung im Karabiner 98k als „überdimensioniert“ für eine Infanterie-Handwaffe angesehen wurde. Der ohnehin deutliche und vielfach unangenehm empfundene Rückstoß verstärkte sich dadurch nochmals, gleichfalls nahmen Mündungsfeuer und Mündungsknall spürbar zu.
Bis 1942 waren nach Zahlen des Heereswaffenamts 133.500 Gewehre des Typs Gewehr 33/40  hergestellt worden. Ende 1942 wurde die Produktion von Repetiergewehren in Brünn im Zuge von Rationalisierungsanstrengungen unter dem Reichsminister für Bewaffnung und Munition Albert Speer vollständig auf den Karabiner 98k konzentriert.
Der G33/40 hat während des Zweiten Weltkriegs – gemessen an anderen Waffen – keine weite Verbreitung gefunden und blieb letztlich ein Notbehelf. Aus diesem Grund gelten im Originalzustand erhaltene G33/40 heute als rare und teuer bezahlte Sammlerwaffen. Für die Verwendung zum sportlichen Ordonnanzgewehrschießen ist der G33/40 dagegen eher ungeeignet, gleichfalls – wegen seiner Seltenheit – für einen Umbau als Jagdwaffe.